# Hostouň (okres Domažlice)
Hostouň (Duits: Hostau, soms ter onderscheiding van andere plaatsen met dezelfde naam Hostouň u Horšovského Týna genoemd) is een Tsjechische stad in de regio Pilsen, en maakt deel uit van het district Domažlice. Hostouň telt 1234 inwoners (2023).
Hostouň was tot 1945 een plaats met een overwegend Duitstalige bevolking. Na de Tweede Wereldoorlog werd de Duitstalige bevolking verdreven.

## Geschiedenis
- 1247 – De eerste schriftelijke vermelding van Hostouň.
- 2006 – De gemeente Hostouň krijgt (opnieuw) de status stad.[1]